# Mythos Berlin
Mythos Berlin war eine vom 13. Juni bis 20. September 1987 dauernde Ausstellung im Rahmen der Veranstaltungen zum 750-jährigen Bestehen Berlins 1987.

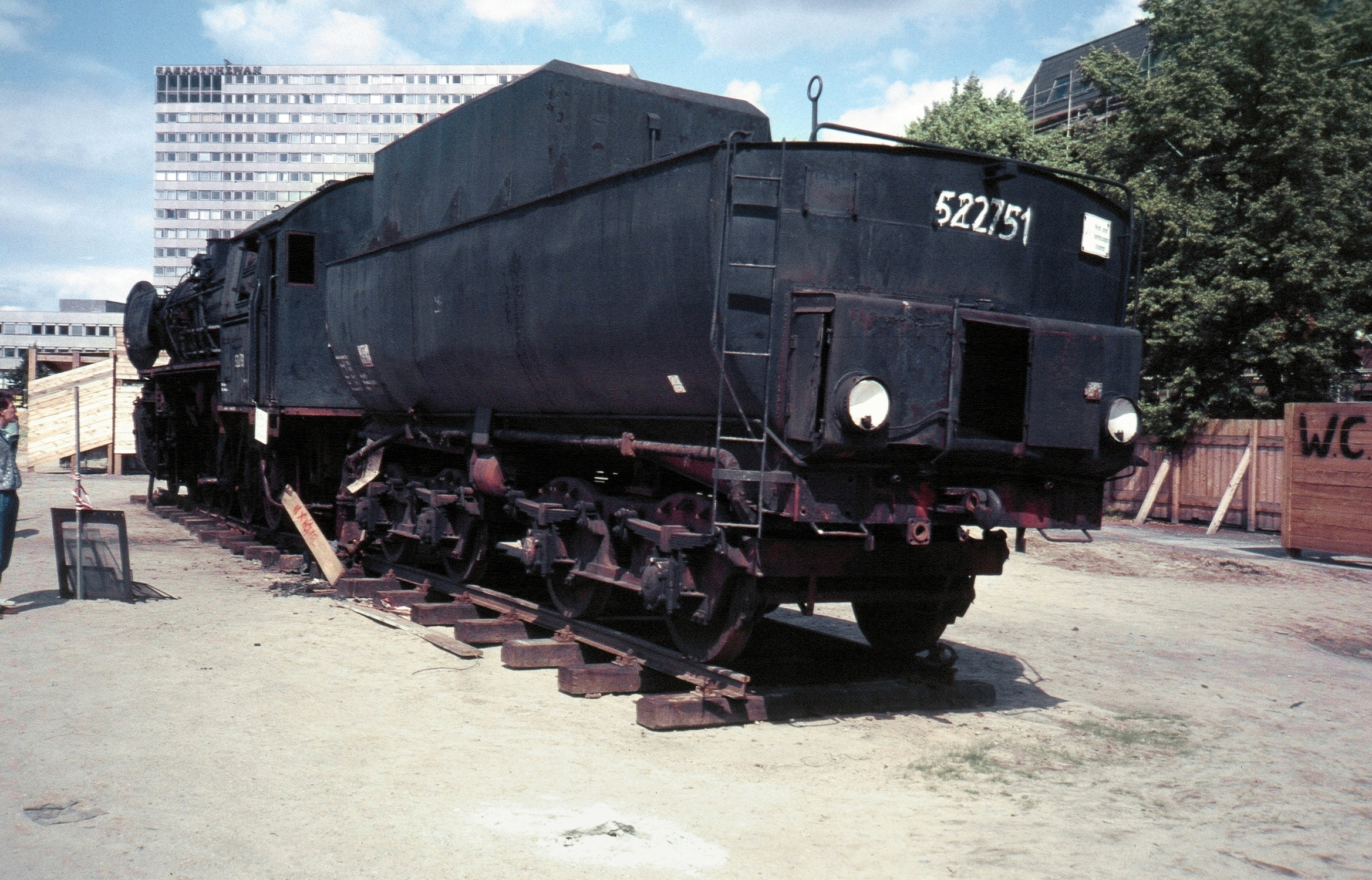
Lokomotive 52 2751 La Tortuga bei der Ausstellung Mythos Berlin, ehe sie auf den Kopf gestellt wurde, Juli 1987

## Hintergrund und Konzeption
Die Idee zur Ausstellung, welche die Wahrnehmungsgeschichte einer industriellen Metropole thematisieren sollte, entstand unter Intellektuellen im Umfeld der Zeitschrift Ästhetik & Kommunikation, die auch im September 1983 das Projekt mit einer umfangreichen Ankündigung erstmals der Öffentlichkeit präsentierte. Beabsichtigt war eine Betrachtung Berlins als begrifflichem Ort, als sinnlich erscheinender Wahrheit.
Bei der ersten Pressekonferenz zur geplanten Ausstellung im Juni 1984 gemeinsam mit Ulrich Eckhardt, dem Beauftragten des Senats von Berlin für die 750-Jahr-Feier, erklärte die Initiativgruppe, dass das Projekt für eine ästhetische Zugangsweise zur Geschichte dieser Stadt stehen solle; zur Umsetzung dieses Grundgedankens vorgesehen waren unter anderem Ensembles, Installationen und multimediale Environments zeitgenössischer Künstler. Als Trägerorganisation wurde eine Mythos GmbH gegründet.
Das Projekt fand in Ulrich Eckhardt einen Fürsprecher, und auch der Berliner Senat war von dem Vorhaben angetan: Die Ausstellung, die als Vorzeigeveranstaltung der Jubiläumsfeierlichkeiten begriffen wurde, schien nicht nur konzeptionell in idealer Weise den Absichten für die 750-Jahr-Feier entgegenzukommen, ihre Ausrichtung auf dem brachliegenden Gelände des ehemaligen Anhalter Bahnhofs versprach zudem eine Erschließung und Aufwertung des Gebiets. Die Finanzierung von Mythos Berlin durch die Stadt Berlin konnte aufgrund dieser Wahrnehmung sichergestellt werden.

## Vorbereitung

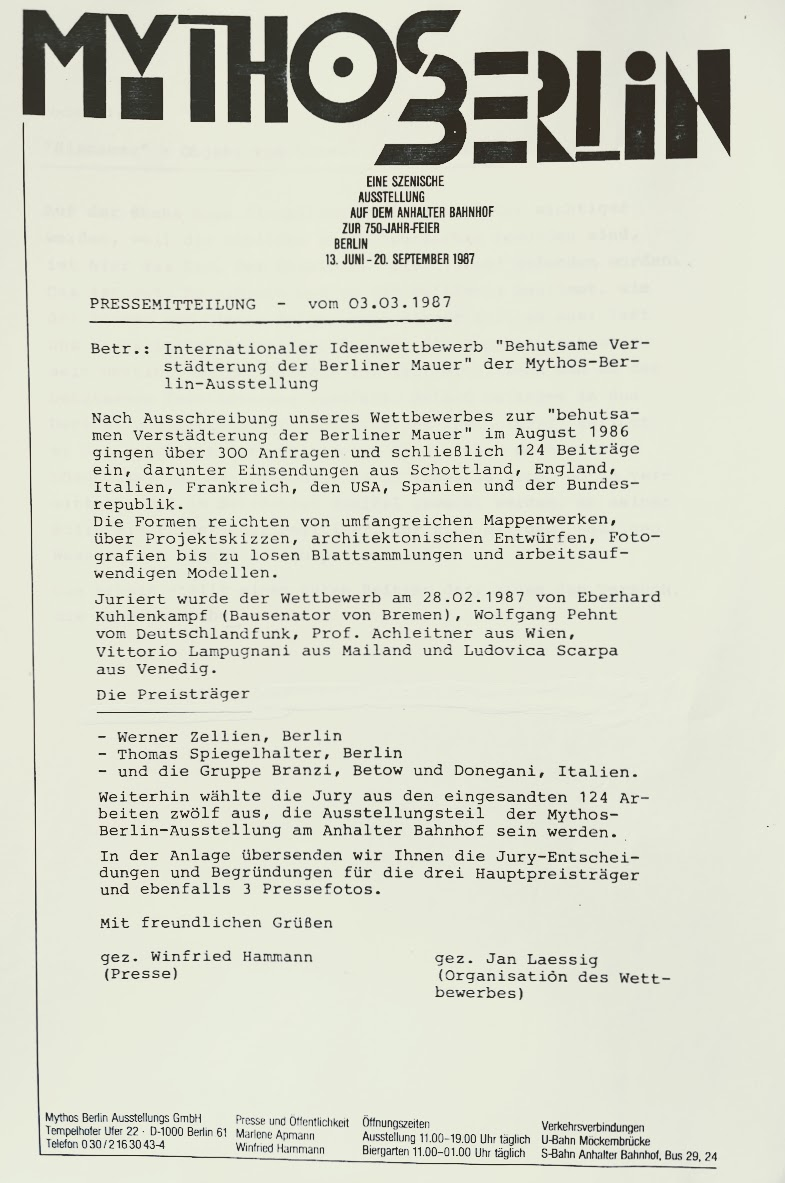
Pressemitteilung der Mythos-Berlin-Veranstalter zu einigen ihrer Ausstellungsprojekte

Die Veranstalter beabsichtigten unter anderem einen Wiederaufbau des Südportals des Anhalter Bahnhofs, die Errichtung aufwendiger, mehrstöckiger temporärer Ausstellungsbauten und mobile Bühnen zur Verwirklichung eines neuen Ausstellungstyps. Veranschlagt wurde ein Finanzbedarf von 4,5 Millionen D-Mark, doch diese Schätzung erwies sich als zu niedrig angesetzt. Die Kosten stiegen im Verlauf der Realisierung an, obgleich Umfang und Aufwand der Ausstellung erheblich reduziert wurden, und lagen schließlich bei 6 Millionen.
Organisatorisch litt die Umsetzung der Ausstellung unter einer mangelnden Fokussierung der Projektträger. 1985 wies Ulrich Eckhardts Büro darauf hin, dass die Veranstalter immer neue Ideen erdachten und diskutierten, statt die bestehenden handhabbar auszuarbeiten.
Trotz der Kostensteigerungen und der mangelnden Zielorientierung wurde Mythos Berlin in dieser Zeit noch nicht zum Gegenstand verbreiteter Kritik; die zunächst zurückhaltende oder skeptische Presse berichtete zunehmend positiv. So bezeichnete das Handelsblatt Mythos Berlin am 9. August 1985 als das vielversprechendste Projekt der 750-Jahr-Feier.

## Die Ausstellung
Am 13. Juni 1987 erfolgte die Eröffnung der Ausstellung. Die hierfür angesetzte Feier erregte den Unmut der autonomen Szene Kreuzbergs, von deren Anhängern einige hundert vor den Absperrungen des Geländes zusammenkamen und während der Eröffnungsrede des Kultursenators Volker Hassemer lautstark Zugang verlangten, bis Projektleiter Eberhard Knödler-Bunte sie schließlich einließ und ihnen auch den geforderten Zugang zum Buffet nicht mehr vorenthalten konnte.
Die Ausstellung selber erwies sich für viele Besucher als enttäuschend oder irritierend. Es  war nicht möglich gewesen, den ambitionierten Rahmen und Umfang, der in den Konzepten und Vorankündigungen vermittelt worden war, zu verwirklichen: Statt einer Rekonstruktion des Südportals des Bahnhofs, die sich als statisch nicht umsetzbar erwiesen hatte, war nur die Errichtung eines bogenförmigen Stahlgerüsts möglich gewesen, das die einstige Bahnhofshalle andeutete. Anstelle der vorgesehenen aufwendigen Ausstellungsbauten fanden Zelte Verwendung, und das Gelände des Anhalter Bahnhofs war weitgehend unerschlossen geblieben und neigte bei feuchter Witterung zur Schlammbildung. Der Maßstab der Ausstellung schließlich erwies sich als deutlich bescheidener, als die Planungen hatten erwarten lassen.
Inhaltlich stieß Mythos Berlin in unterschiedlicher Hinsicht auf Unverständnis. Die vorwiegend künstlerisch ausgerichteten Exponate erschlossen sich Betrachtern oftmals nicht. So gab es etwa die Installation Torfforum, ein aus Torf errichtetes Forum mit ansteigenden Sitzstufen der Künstlerin Silvia Klara Breitwieser, und am 1. August ließ Wolf Vostell vermittels dreier Kräne eine Dampflokomotive der Baureihe 52 auf den Rücken drehen und erschuf so die Skulptur La Tortuga. Eine klassische erläuternde Ausstellung zum Thema der Wahrnehmungsgeschichte Berlins war jedoch nicht vorhanden, was bei Betrachtern und Kritikern Enttäuschung und Unverständnis hervorrief.

## Künstler der Ausstellung
- Ilan Averbuch
- Ulrich Baehr
- Hartmut Bonk
- Silvia Breitwieser
- Karol Broniatowski
- Arwed Gorella
- Walter Gramming
- Erhard Grosskopf
- Eckhart Haisch
- Alfred Hrdlicka
- Stephan Huber
- Katharina Karrenberg
- Richard Kriesche
- Nobuho Nagasawa
- H.C. Ottersbach / A. Yilmaz
- Margarete Raspé
- Raffael Rheinsberg
- Hans Scheib
- Einar Schleef
- Michael Schulze
- Thomas Spiegelhalter
- Serge Spitzer
- Wolf Vostell
- Hannsjörg Voth

## Nachwirkungen
Die Ausstellung, die als bedeutender Publikumsmagnet vorgesehen gewesen und vom Land Berlin entsprechend herausgestellt worden war, zog bis zu ihrem Ende am 20. September 1987 nicht die erhofften Besuchermengen an und rief kein positives Echo hervor. Es wurde harsche Kritik laut, und der Senat betrachtete die Veranstaltung als gescheitert.
Der vom Architekten Andreas Reidemeister gestaltete Gerüstbogen, der die einstige Bahnhofshalle zitierte, war der letzte erkennbare Überrest der Ausstellung. 1990 zog der Senat die Standsicherheit des Bauwerks, für dessen Erhalt 300.000 D-Mark veranschlagt wurden, in Zweifel. Stattdessen wurde der Abriss beschlossen, der am 12. März begann und zwei Wochen dauerte. Seitdem erinnert vor Ort nichts mehr an Mythos Berlin.